# Riserva naturale I Giganti della Sila
La riserva naturale I Giganti della Sila, nota anche come riserva naturale del Fallistro dal nome della località in cui si trova, è un'area naturale protetta situata nella provincia di Cosenza ed è stata istituita nel 1987. La riserva occupa una superficie di 5,44 km² a nord-ovest e a sud-est, all'interno del Parco nazionale della Sila.
Quest'area protetta è nota in quanto ospita i famosi "Giganti della Sila" o "Giganti di Fallistro", pini larici ultracentenari di dimensioni maestose, i cui tronchi formano un perfetto colonnato naturale. Tali tronchi possono innalzarsi fino a 45 metri di altezza e avere un diametro alla base di circa due metri, tanto da essere spesso paragonati per dimensioni alle sequoie nordamericane (che però raggiungono dimensioni quasi doppie in altezza e diametri di oltre 10 metri). I pini presenti nella riserva sono 58.

## Storia
Il nome "Sila" deriva da un'espressione osca equivalente al latino "silva", ossia "selva", "bosco". I Romani chiamavano l'area della Sila, compreso l'altopiano delle Serre e l'Aspromonte, "Silva brutia", da cui deriva il nome attuale.
La riserva è quindi l'ultimo residuo dell'antica foresta silana, presente fino agli inizi del Novecento, e che venne poi in gran parte tagliata dapprima con l'Unità d'Italia, quando venne sacrificata per rifornire di legname pregiato il giovane Regno, e poi nell'immediato secondo dopoguerra, come pegno da pagare agli alleati britannici e americani, per aver liberato il paese.
Secondo alcuni studi effettuati su campioni di legno, parte della riserva risalirebbe invece agli anni 1620-1650.

## Territorio
Si trova all'interno del parco Nazionale della Sila

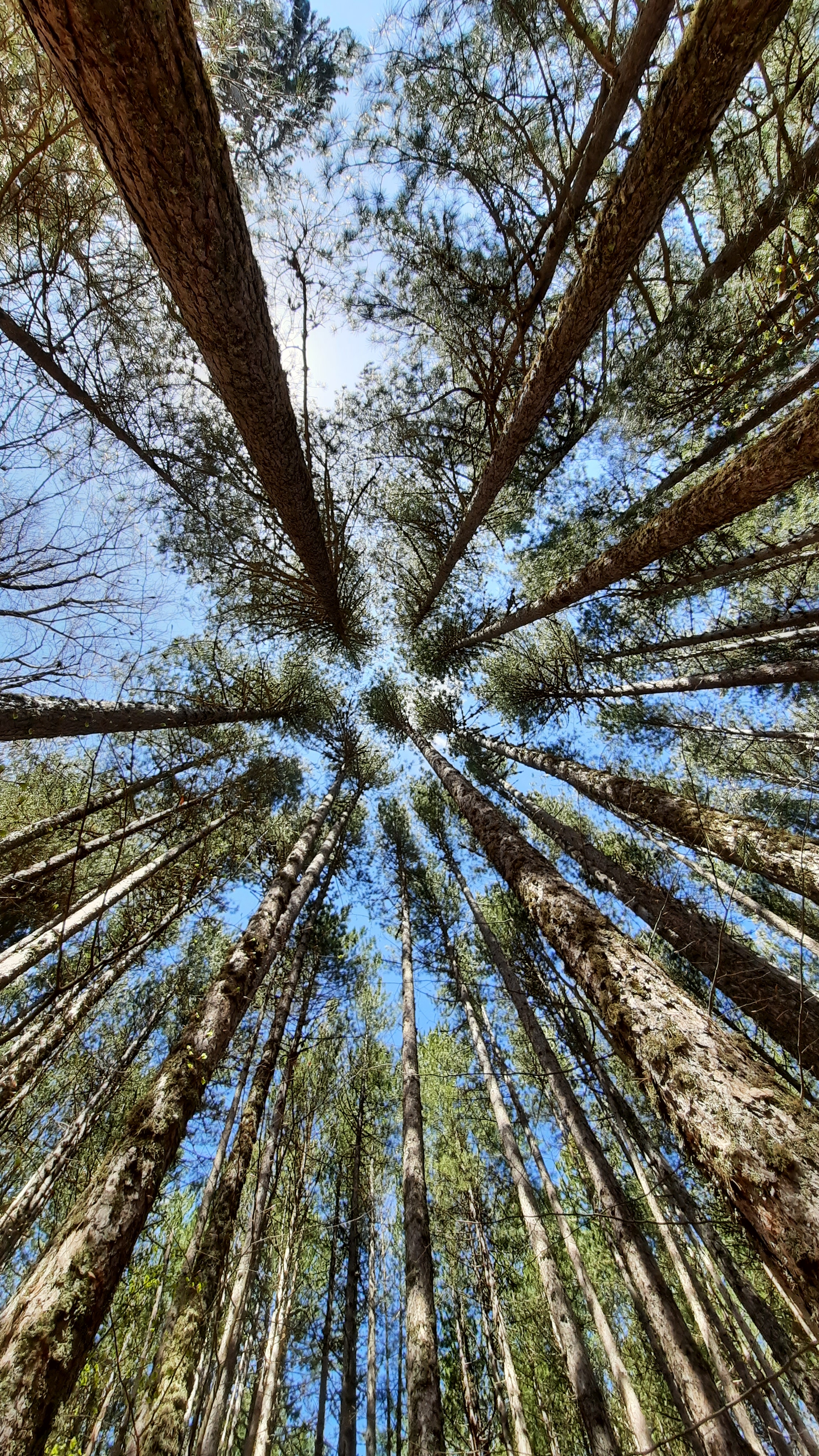
Il cielo visto tra gli alberi del sito FAI i Giganti della Sila

## Ambiente

### Flora
La Riserva è sostanzialmente una pineta di Pino Laricio (Pinus nigra var. calabrica), impiantata, secondo alcuni studiosi, nella prima metà del 1600, da un nobile proprietario terriero che edificò lì vicino la propria dimora estiva, con annesso una filanda. Tale proprietario terriero decise di abbellire l'area intorno alla dimora realizzando una sorta di orto botanico, impiantando varie specie di piante autoctone, tipiche dell'area silana. 
Ad oggi quello che rimane nella Riserva, sono 58 piante di Pino Laricio di cui diversi caduti per maltempo, dei meli selvatici, di pioppi tremuli e degli aceri di montagna. 
7 degli aceri sono esemplari centenari e si collocano ai margini della riserva. Oltre al pino laricio sono presenti anche meli selvatici, faggi, castagni, pioppi tremuli e aceri montani.

#### I "Giganti di Fallistro"

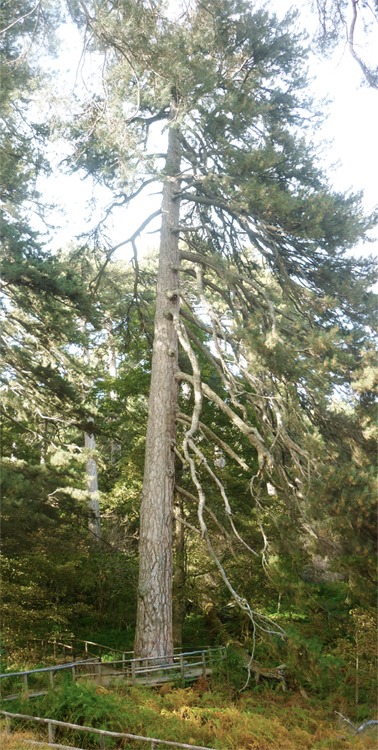
Un Gigante della Sila

Tutti i 58 "giganti" presenti nella Riserva sono ultrasecolari, fino ai 350 anni, mentre altre piante, sempre presenti nella Riserva, hanno circa 150 anni. Recentemente sono nati in maniera spontanea altri Pini Larici di età inferiore ai 30 anni.
| N. Pianta | Altezza in metri | N. Pianta | Altezza in metri | N. Pianta | Altezza in metri | N. Pianta | Altezza in metri | N. Pianta | Altezza in metri | N. Pianta | Altezza in metri |
| --------- | ---------------- | --------- | ---------------- | --------- | ---------------- | --------- | ---------------- | --------- | ---------------- | --------- | ---------------- |
| 1         | 32,40            | 11        | 25,10            | 21        | 36,90            | 31        | 37,20            | 41        | 40,00            | 51        | 36,30            |
| 2         | 40,50            | 12        | 36,40            | 22        | 30,70            | 32        | 36,60            | 42        | 38,10            | 52        | 40,20            |
| 3         | 38,80            | 13        | 29,00            | 23        | 29,80            | 33        | 40,70            | 43        | 34,50            | 53        | 36,00            |
| 4         | 38,40            | 14        | 36,80            | 24        | 35,20            | 34        | 34,70            | 44        | 43,50            | 54        | 26,20            |
| 5         | 35,40            | 15        | 36,50            | 25        | 43,60            | 35        | 36,00            | 45        | 20,00            | 55        | 33,50            |
| 6         | 36,00            | 16        | 33,50            | 26        | 32,60            | 36        | 30,00            | 46        | 40,50            | 56        | 35,50            |
| 7         | 38,60            | 17        | 35,60            | 27        | 40,30            | 37        | 33,50            | 47        | 41,20            | 57        | 31,20            |
| 8         | 39,70            | 18        | 37,10            | 28        | 35,10            | 38        | 35,30            | 48        | 33,50            | 58        | 32,90            |
| 9         | 35,00            | 19        | 28,40            | 29        | 34,60            | 39        | 23,80            | 49        | 39,00            |           |                  |
| 10        | 21,90            | 20        | 24,00            | 30        | 43,40            | 40        | 35,00            | 50        | 42,50            |           |                  |

### Fauna
La fauna è quella tipica delle zone silane e appenniniche. Nella riserva ci si può imbattere nello scoiattolo nero calabrese (Sciurus Meridionalis) e nella volpe appenninica (Vulpes vulpes). Vi è anche la presenza di rapaci quale la poiana, il gheppio e altri. Nella riserva vivono varie specie di picidi come il picchio rosso maggiore, il picchio verde e il raro picchio nero. Non è esclusa la presenza del cinghiale nella foresta, ma solo nel periodo autunnale-invernale.

## Accesso e strutture ricettive
La Riserva è aperta tutti i giorni da Maggio a Ottobre, e nel resto dell'anno su prenotazione. La Riserva può essere percorsa soltanto a piedi, attraversando un percorso obbligato. Naturalmente sono previsti i classici obblighi da osservare in un'area boschiva. Tutte le 58 piante sono state catalogate dal Corpo Forestale dello Stato, che ha realizzato e installato in prossimità di ogni piante, tabelle informative sulle piante stesse, nelle quali vengono indicati il numero di ciascuna pianta, il suo diametro e la sua altezza.

## I Giganti della Sila nel cinema e nei media
Alcune riprese del film su Gioacchino da Fiore Il Monaco che vinse l'Apocalisse di Jordan River sono state girate all'interno dell'area protetta de I Giganti della Sila.

## Gestione
La Riserva è di proprietà dell'Ente Parco Nazionale della Sila ed è, dal Giugno del 2016, gestita dal FAI - Fondo Ambiente Italiano.